# Metcalfiella acutihumera
Metcalfiella acutihumera är en insektsart som beskrevs av Mckamey. Metcalfiella acutihumera ingår i släktet Metcalfiella och familjen hornstritar. Inga underarter finns listade i Catalogue of Life.